# Pulmonalvenenisolation
Die zirkumferentielle oder lineare Pulmonalvenenisolation (PVI) ist eine elektrochirurgische, minimalinvasive Methode zur Behandlung von idiopathischem, paroxysmalem (anfallsweisem) oder chronischem Vorhofflimmern. Durch ein venöses Blutgefäß in der Leiste wird ein Katheter über die Hohlvene in den rechten Herzvorhof eingeführt und durch die Vorhofscheidewand hindurch im linken Vorhof platziert. Von dort wird mit einem Messkatheter das Mündungsgebiet der vier Pulmonalvenen (Lungenvenen) abgetastet und im Computer eine dreidimensionale Rekonstruktion, die sogenannte Map erstellt. Anschließend wird die vorhofnahe Muskulatur an den Lungenvenen mittels Hochfrequenzstrom-Katheterablation verödet, um Irrläufer myoelektrischer Impulse auf den Vorhof zu verhindern. Der Eingriff dauert ungefähr 1–2 Stunden.
Im Gegensatz zur medikamentösen Therapie, bei der die Empfindlichkeit der Vorhofzellen und damit die Impulsweiterleitung nur temporär reduziert wird, ist die Pulmonalvenenisolation dauerhaft. Die PVI beendet das Vorhofflimmern sowie eine begleitende Tachymyopathie und verbessert dadurch eine Herzmuskelschwäche. Eine von einer US-Forschergruppe um John Day aus Salt Lake City auf dem „Denver-Heart-Rhythm-2010“-Kongress vorgestellte Studie zeigte, dass Patienten mit Vorhofflimmern nach einer Katheterablation ein signifikant niedrigeres Risiko für Alzheimer-Erkrankung und Demenz als medikamentös behandelte Patienten hatten.
Das Verfahren hat sich bewährt und ist inzwischen an vielen Krankenhäusern mit kardiologischem Schwerpunkt und klinischer Elektrophysiologie etabliert. Circa 25 % der Patienten benötigen einen Zweiteingriff nach einigen Monaten – sehr häufig wegen Vorhofflattern, um eventuell verbliebene Lücken in den Ablationslinien zu schließen. Die Gesamterfolgsrate wird abhängig von der Dauer des Vorhofflimmerns und im günstigen Fall mit circa 80 % angegeben. Schwere Komplikationen treten untersucherabhängig in bis zu ca. 2 % der Behandlungen auf, wie zum Beispiel Apoplex, Embolie, Pulmonalvenenstenose, Herzinfarkt, Perforation der Speiseröhre und blutiger Perikarderguss. Häufiger kommt es zu Komplikationen (z. B. Gefäßverletzung, Nachblutung, Bluterguss) an der Punktionsstelle in der Leiste.
Die Methode wurde in den 1990er Jahren von Michel Haïssaguerre entwickelt.